# 24. duben
24. duben je 114. den roku podle gregoriánského kalendáře (115. v přestupném roce). Do konce roku zbývá 251 dní. Svátek má Jiří.

## Události

### Česko
- 1811 – Na pražské konzervatoři, nejstarší škole svého druhu ve střední Evropě, byla zahájena výuka.
- 1938 – V Karlových Varech vyhlásila Sudetoněmecká strana tzv. karlovarský program, nepřijatelný pro československou vládu.
- 1939 – Na stavbě Česko-slovenské dálnice zadán první stavební úsek: díl 11/1 u Dolních Kralovic (zhotovitel Jelínek a synové, Beroun) za ofertní cenu 18 331 782 korun.
- 1942 – Julius Fučík zatčen Gestapem.
- 1949 – V Československu vzniká mládežnická organizace Pionýr, která měla nahradit komunisty zakázané skauty.
- 1974 – Při důlním neštěstí na Dole Doubrava v Orlové zahynuli 4 horníci a 1 záchranář.
- 2007 – V Desné byla otevřena první veřejná dobíjecí stanice pro elektromobily v České republice.

### Svět
- 1547 – V bitvě u Mühlberku porazil císař Karel V. se svými spojenci vojska protestantských knížat.
- 1617 – Ludvík XIII. se násilným převratem chopil faktické moci ve Francii poté, co nechal odstranit maršála d'Ancré, jeho manželku Leonoru Galigai a svou matku Marii Medicejskou internoval.
- 1704 – Začaly vycházet The Boston News-Letter, první komerčně úspěšné noviny v USA.
- 1715 – Severní válka: Dánské loďstvo dostihlo a rozdrtilo švédské nájezdníky ve Fehmarnské úžině.
- 1877 – Započala rusko-turecká válka, na jejímž základě mj. vzniklo autonomní Bulharské knížectví.
- 1915 – Zatčení okolo 250 arménských intelektuálů a vůdců v Istanbulu představuje počátek arménské genocidy.
- 1916 – Irští republikáni v Dublinu začali Velikonoční povstání.
- 1953 – Winston Churchill byl královnou Alžbětou II. pasován na rytíře.
- 1961 – Na hladinu byla vyzvednuta švédská válečná loď Vasa, která se potopila v roce 1628.
- 1967 – Kosmonaut Vladimir Komarov zemřel v přistávacím pouzdře rakety Sojuz 1, protože se mu neotevřel jeho padák.
- 1968 – Mauritius se stal členským státem OSN.
- 1975 – Německá krajně levicová teroristická skupina RAF zaútočila na Velvyslanectví Spolkové republiky Německo ve Stockholmu.
- 1990 – Vynesen na oběžnou dráhu vesmírný Hubbleův teleskop.
- 2003 – Microsoft vydal Windows Server 2003.
- 2009 – Došlo k uvedení do provozu italské tramvajové trati spojující města Bergamo a Albino v Lombardii.
- 2013 – Na předměstí bangladéšské metropole Dháka zemřelo při zhroucení osmiposchoďové továrny 1 134 osob.
- 2015 – Papež František přijal českého prezidenta Miloše Zemana ve Vatikánu.

## Narození

### Česko

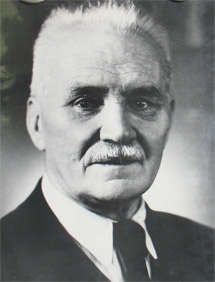
Jan Eisner (* 1885)

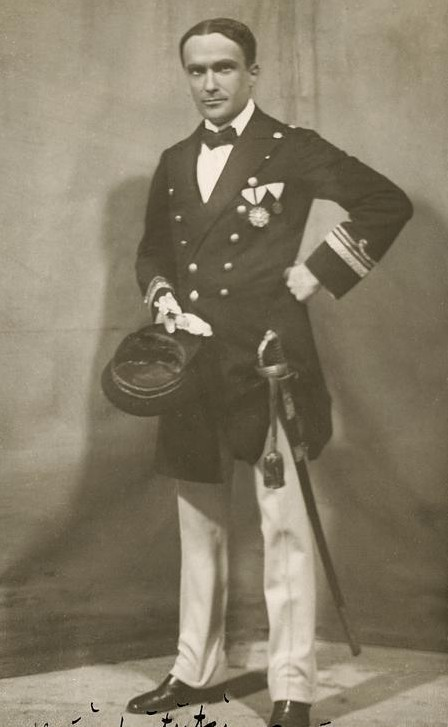
Jiří Steimar (* 1887)

- 1788 – Anna Náprstková, podnikatelka a filantropka († 19. října 1873)
- 1812 – Jiří Krouský, český lektor těsnopisu († 27. října 1887)
- 1830
  - Josef Erben, pražský statistik († 11. dubna 1910)
  - Vojtěch Lešetický, učitel a básník († 5. ledna 1908)
- 1834 – Jiří Pacold, rektor Českého vysokého učení technického († 18. února 1907)
- 1835 – Antonín Klug, teolog a děkan teologické fakulty v Olomouci († 8. července 1907)
- 1839 – Ludwig Grünberger, klavírista a hudební skladatel († 12. prosince 1896)
- 1840 – Dominik Riegel, nadporučík dělostřelectva rakouské armády a mistr šermu († 12. března 1920)
- 1857
  - Antonín Adamovský, československý politik († 12. června 1938)
  - Jan Vladimír Hráský, rektor Českého vysokého učení technického, stavební inženýr, hydrolog a balneolog († 12. dubna 1939)
- 1865 – Jiří Janda, zakladatel a první ředitel zoologické zahrady v Praze († 25. srpna 1938)
- 1861 – Viktor Oliva, malíř a ilustrátor († 5. dubna 1928)
- 1862 – František Maloch, český botanik a učitel († 13. ledna 1940)
- 1864 – Vojtěch Blatný, sbormistr a varhaník († 16. února 1954)
- 1867 – Karel Navrátil, novinář a hudební skladatel († 23. prosince 1936)
- 1869 – František Vydra, podnikatel a vynálezce († 29. září 1921)
- 1874 – Jaroslav Rychtera, československý politik († 12. listopadu 1948)
- 1875 – Rudolf Chalupa, československý politik († ?)
- 1877 – Vojtěch Černý, kanovník Katedrální kapituly u sv. Štěpána v Litoměřicích († 6. srpna 1970)
- 1881 – Jan Horák, československý politik († ?)
- 1885 – Jan Eisner, český archeolog († 2. května 1967)
- 1887 – Jiří Steimar, herec († 16. prosince 1968)
- 1893 – Alois Holub, český sochař († 22. července 1954)
- 1898 – Jaroslav Průcha, český herec a režisér († 25. dubna 1963)
- 1905 – Heda Kaufmannová, spisovatelka († 7. srpna 1981)
- 1906 – Ladislav Vele, malíř († 18. července 1953)
- 1907 – Václav Trojan, hudební skladatel († 5. července 1983)
- 1911 – Jan Pelnář, ministr vnitra vlád ČSSR († 28. dubna 1982)
- 1914 – Jiří Strniště, dirigent a hudební skladatel († 30. červenvence 1991)
- 1921 – Jaroslav Mareš, herec († 29. října 2003)
- 1923 – Ludmila Píchová, herečka († 2. října 2009)
- 1925 – Jiří Jirmal, kytarista, skladatel a publicista († 11. prosince 2019)
- 1926
  - Jiří Kosina, hudební skladatel a sbormistr († 5. července 2000)
  - Ladislav Lis, český a československý politik († 18. března 2000)
- 1927 – Josef Brož, československý volejbalový reprezentant († 19. března 2005)
- 1928 – Gustav Křivinka, hudební skladatel († 17. února 1990)
- 1929
  - Jiří Hlušička, historik umění († 31. října 2024)
  - Jiří Prádler, sochař († 30. června 1993)
- 1930 – Jiří Babíček, sochař
- 1932 – Jiří Jirásek, výtvarník, ilustrátor, karikaturista a architekt
- 1936 – Václav Pavkovič, veslař
- 1939 – Jiří Patočka, český toxikolog
- 1940 – Jan Broda, atlet, dálkař a trojskokan († 17. května 2022)
- 1942 – Milena Černá, lékařka, ředitelka Výboru dobré vůle – Nadace Olgy Havlové, předsedkyně české pobočky Evropské sítě proti chudobě († 15. září 2021)
- 1943 – Jan Hálek, vysokoškolský pedagog a politik
- 1953 – Jindřich Kabát, ministr kultury České republiky († 14. července 2020)
- 1958 – Jiří Meitner, malíř a výtvarník
- 1963 – Ladislav Křížek, zpěvák
- 1975 – Jiří Václavek, redaktor a moderátor
- 1976
  - Roman Kresta, automobilový závodník
  - Gabriela Kalábková, politička
- 1983 – Kristýna Badinková Nováková, herečka

### Svět

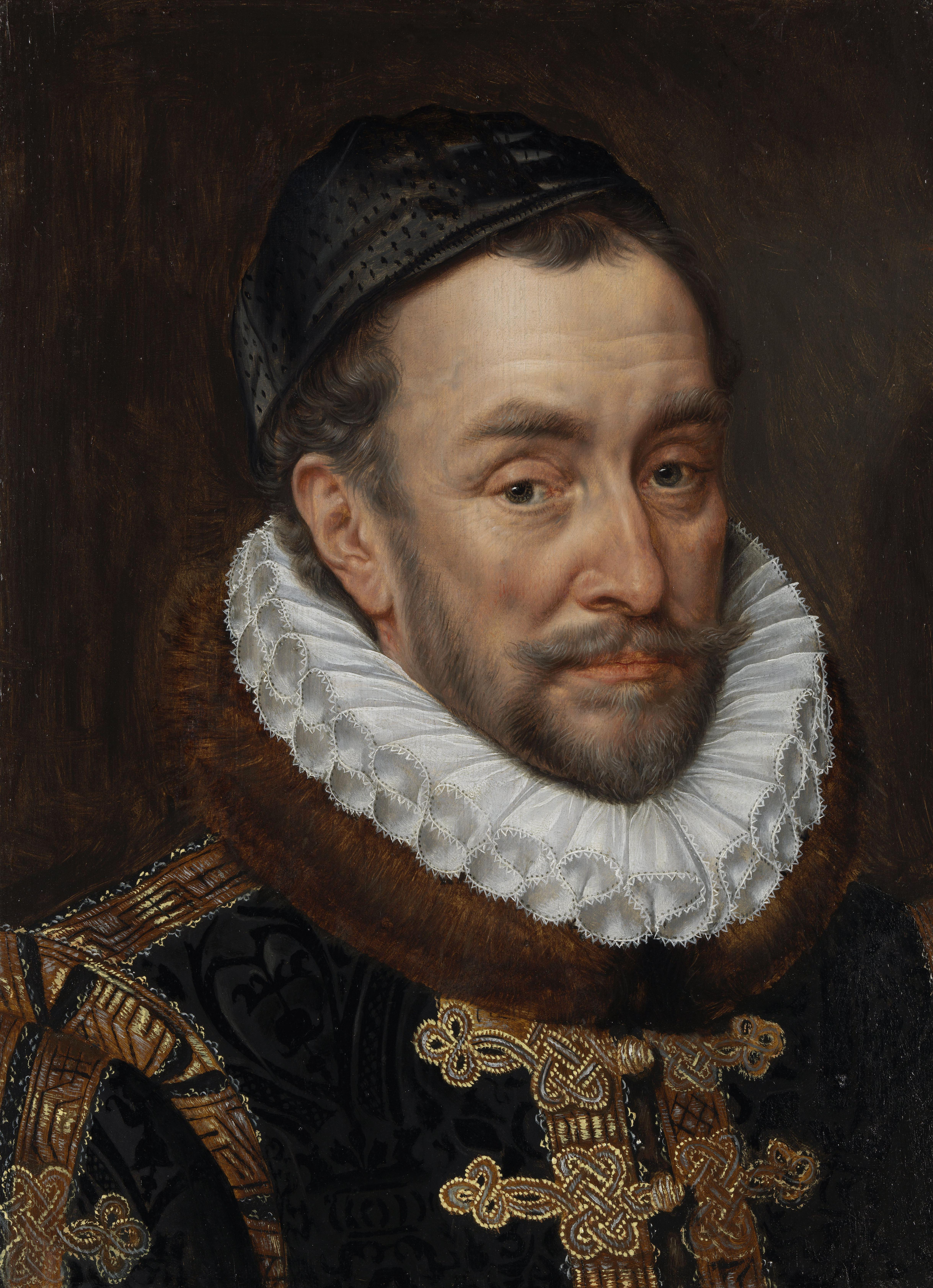
Vilém I. Oranžský (* 1533)

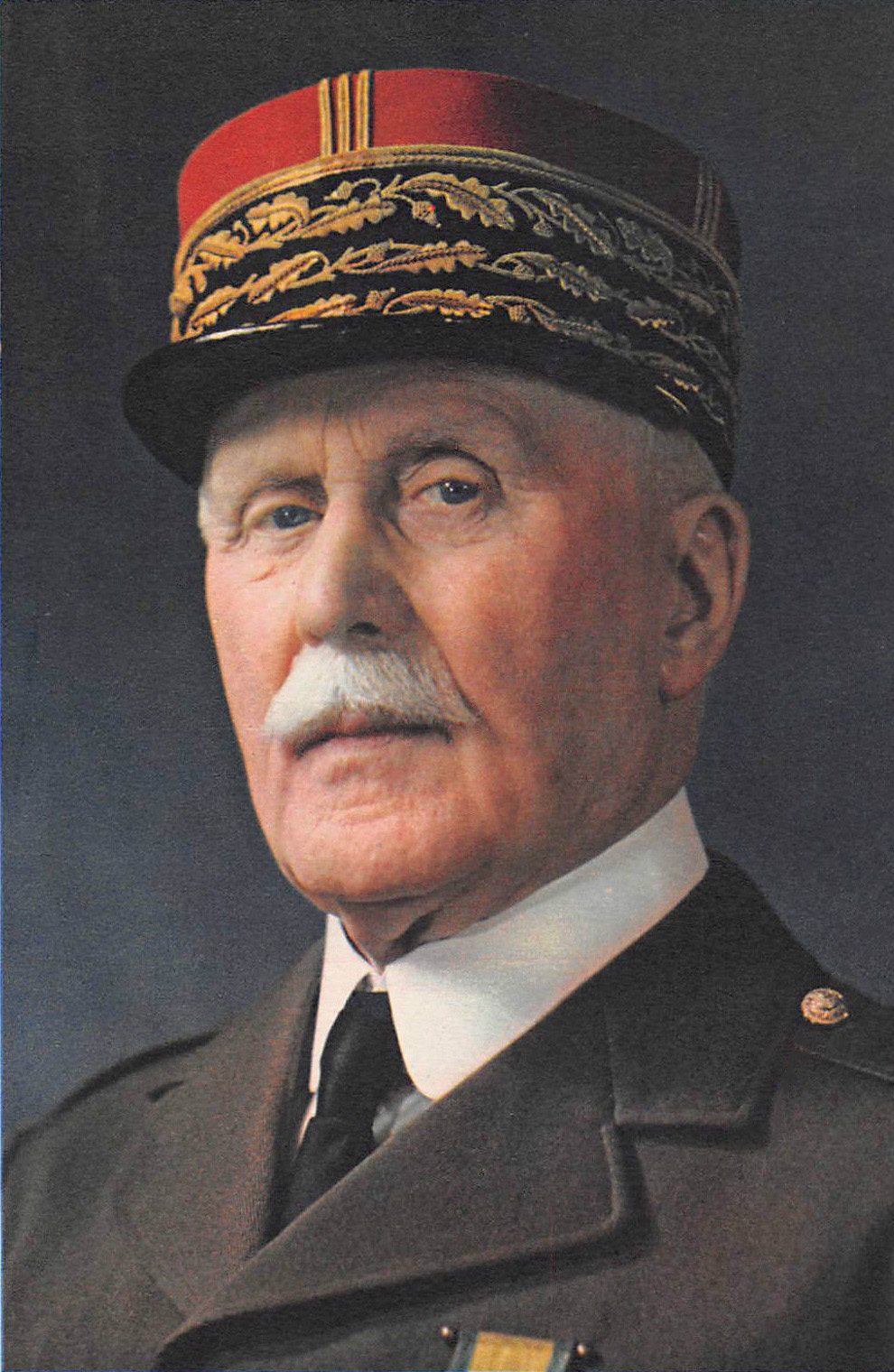
Philippe Pétain (* 1856)

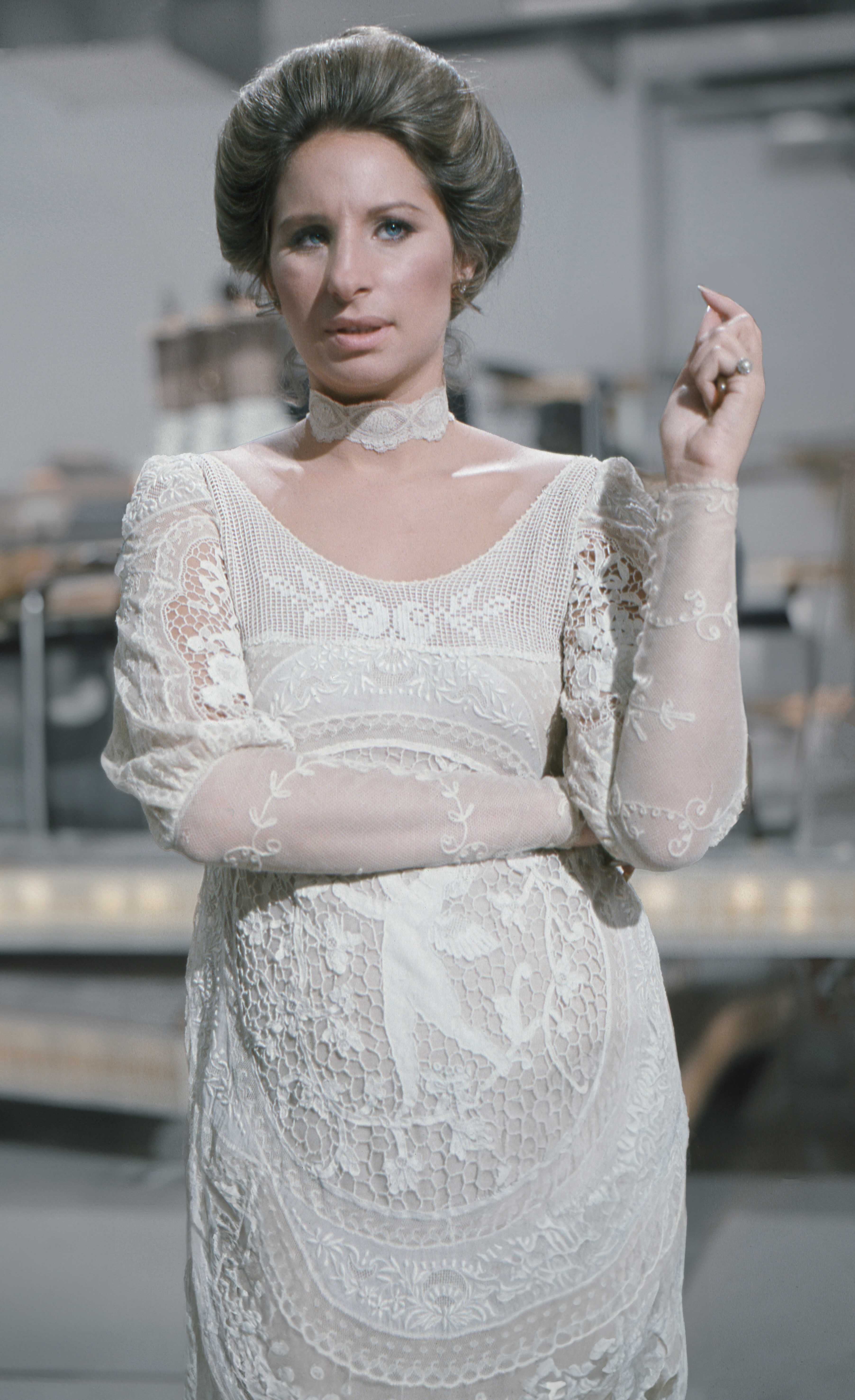
Barbra Streisandová (* 1942)

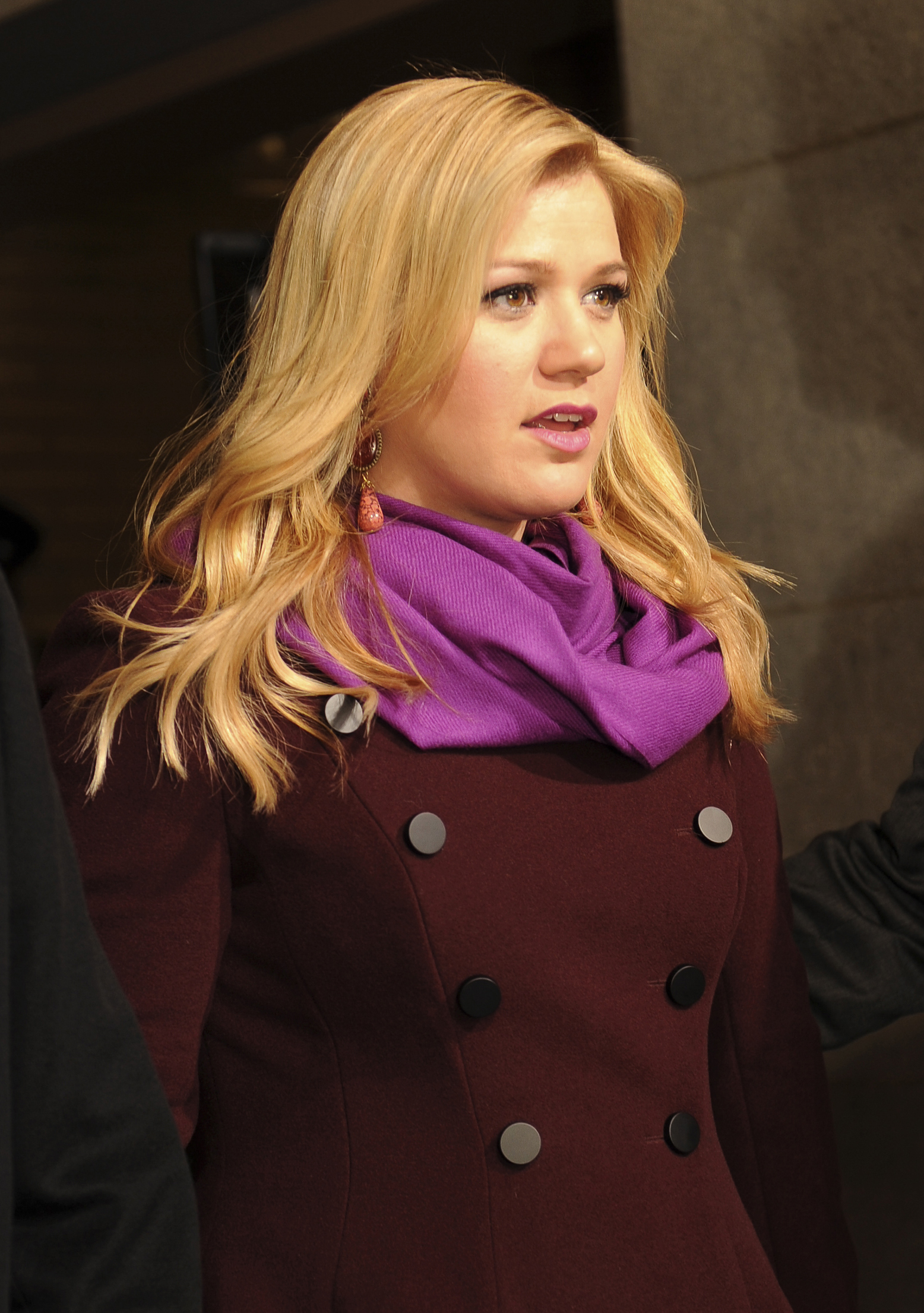
Kelly Clarksonová (* 1982)

- 1492 – Sabina Bavorská, bavorská a württemberská vévodkyně († 30. srpna 1564)
- 1533 – Vilém I. Oranžský, nizozemský politik († 10. července 1584)
- 1562 – Sü Kuang-čchi, čínský vědec a úředník († 8. listopadu 1633)
- 1581 – svatý Vincenc de Paul, katolický kněz, zakladatel řádu lazaristů († 27. září 1660)
- 1620 – John Graunt zakladatel demografie († 18. dubna 1674)
- 1661 – Jakub Kray, slovenský právník a politik († 16. prosince 1709)
- 1706 – Giovanni Battista Martini, italský mnich, skladatel, hudební teoretik a učenec († 3. srpna 1784)
- 1750 – Simon Antoine Jean L'Huilier, švýcarský matematik († 28. března 1840)
- 1800 – Heinrich Wydler, švýcarský botanik († 6. prosince 1883)
- 1803 – Alexander Duchnovič, rusínský národní buditel († 30. března 1865)
- 1815 – Anthony Trollope, anglický romanopisec († 6. prosince 1882)
- 1817 – Jean Charles Galissard de Marignac, švýcarský chemik († 15. dubna 1894)
- 1820
  - Celso Golmayo y Zúpide, kubánský šachový mistr († 1. dubna 1898)
  - Alexandre Edmond Becquerel, francouzský fyzik († 11. května 1891)
- 1822 – Janko Kráľ, slovenský básník († 23. května 1876)
- 1825 – Robert Michael Ballantyne, skotský spisovatel († 8. února 1894)
- 1826 – Ferdinand Bischoff, profesor rakouského práva, rektor Univerzity ve Štýrském Hradci († 16. srpna 1915)
- 1828 – Charles Nuitter, francouzský právník, dramatik a libretista († 24. února 1899)
- 1841 – Stanisław Madeyski-Poray, předlitavský právník, vysokoškolský pedagog a politik († 20. června 1910)
- 1845 – Carl Spitteler, švýcarský básník († 29. prosince 1924)
- 1847 – Otto Leixner von Grünberg, německý spisovatel († 12. dubna 1907)
- 1853 – Alphonse Bertillon, francouzský policejní důstojník, zakladatel antropometrie († 13. února 1914)
- 1856 – Philippe Pétain, francouzský maršál († 23. července 1951)
- 1863 – Gustave Fougères, francouzský archeolog († 7. prosince 1927)
- 1864 – Alois Wolfmüller, německý vynálezce, konstruktér a průkopník letectví († 3. října 1948)
- 1867 – Oleksandr Mychajlovyč Kolessa, ukrajinský literární historik a rakouský politik († 9. května 1945)
- 1873 – Arnold van Gennep, francouzský antropolog († 7. května 1957)
- 1876 – Erich Raeder, vrchní velitel německého válečného loďstva († 6. listopadu 1960)
- 1878 – Josif Iremašvili, ruský revolucionář, člen frakce menševiků († 14. října 1944)
- 1880 – Gideon Sundback, švédsko-americký vynálezce zipu († 21. června 1954)
- 1882 – Hugh Dowding, velitel britské Royal Air Force († 15. února 1970)
- 1892 – Sami Gabra, egyptský egyptolog a koptolog († 19. května 1979)
- 1896 – Jaka Avšič, jugoslávský generál († 3. ledna 1978)
- 1897
  - Michael Lippert, nacistický důstojník Waffen-SS († 1. září 1969)
  - Benjamin Lee Whorf, americký lingvista a antropolog († 26. července 1941)
- 1898 – André Charlet, francouzský hokejový brankář, zlato na ME 1924 († 24. listopadu 1930)
- 1903 – José Antonio Primo de Rivera, španělský politik a právník, zakladatel Falangy († 20. listopadu 1936)
- 1904 – Willem de Kooning, americký malíř a sochař († 19. března 1997)
- 1906 – William Joyce, britský kolaborant s nacisty († 3. ledna 1946)
- 1908 – Józef Gosławski, polský sochař a medailér († 23. ledna 1963)
- 1911 – Rıfat Ilgaz, turecký básník, a spisovatel († 7. července 1993)
- 1913 – Celestyna Faron, polská katolická řeholnice, mučednice, blahoslavená († 9. dubna 1944)
- 1914 – Jan Karski, polský odbojář († 13. července 2000)
- 1919
  - César Manrique, španělský výtvarník a architekt († 25. září 1992)
  - Glafkos Klerides, prezident Kyperské republiky († 15. listopadu 2013)
- 1921 – Różka Korczak-Marla, židovská partyzánka († 5. března 1988)
- 1924
  - Mark Vladimirovič Kabakov, ruský spisovatel a básník († 13. června 2016)
  - Clement Freud, politik a spisovatel knih pro děti († 15. dubna 2009)
- 1926 – Thorbjörn Fälldin, švédský politik († 23. července 2016)
- 1927 – Josy Barthel, lucemburský olympijský vítěz na patnáctistovce († 9. července 1992)
- 1928 – Johnny Griffin, americký saxofonista († 25. července 2008)
- 1930
  - José Sarney, brazilský politik
  - Richard Donner, americký režisér a producent († 5. července 2021)
- 1933 – Alan Eagleson, kanadský právník a hokejový funkcionář
- 1934 – Shirley MacLaine, americká herečka, zpěvačka, tanečnice a publicistka
- 1937 – Joe Henderson, americký saxofonista († 30. června 2001)
- 1939
  - Ján Melkovič, slovenský skladatel a herec († 21. března 2004)
  - Lili Ivanovová, bulharská zpěvačka
- 1940 – Sue Graftonová, americká spisovatelka detektivních románů († 28. prosince 2017)
- 1941 – Richard Holbrooke, americký diplomat, bankéř a novinář († 13. prosince 2010)
- 1942 – Barbra Streisandová, americká herečka
- 1943
  - Peter Pospíšil, slovenský házenkář, olympijský medailista († 17. dubna 2006)
  - Thomas King, kanadský spisovatel a reportér
- 1944 – Tony Visconti, americký hudební producent a hudebník
- 1945 – Doug Clifford, americký bubeník, člen skupiny Creedence Clearwater Revival
- 1946
  - Eva Šuranová, slovenská atletka, bronz na OH 1972 ve skoku do dálky
  - Jekatěrina Nikolajevna Vilmontová, ruská spisovatelka a překladatelka († 16. května 2021)
- 1947
  - Josep Borrell, španělský politik
  - João Braz de Aviz, brazilský kardinál
  - Roger D. Kornberg, americký biochemik, nositel Nobelovy Ceny
- 1948 – France Arhar, guvernér slovinské centrální banky
- 1949
  - Peter Friedman, americký herec
  - Kalkot Mataskelekele, prezident tichomořského státu Vanuatu
- 1951
  - Ron Arad, izraelský průmyslový designér, umělec a architekt
  - Enda Kenny, irský politik
- 1952 – Jean-Paul Gaultier, francouzský módní návrhář
- 1954 – Captain Sensible, anglický zpěvák a kytarista
- 1957
  - David J, britský baskytarista a zpěvák
  - Bamir Topi, albánský politik
- 1963 – Alexis Jenni, francouzský spisovatel
- 1964 – Djimon Hounsou, americko-francouzský filmový herec a model
- 1967 – Patty Schemel, americký bubenice
- 1969 – Melinda Clarke, americká herečka
- 1973 – Brian Marshall, americký baskytarista
- 1976 – Steve Finnan, irský fotbalista
- 1979 – Avey Tare, americký hudebník
- 1980 – Elena Băsescuová, rumunská politička
- 1982 – Kelly Clarksonová, americká zpěvačka
- 1985 – Michael Rodgers, americký atlet, sprinter
- 1987
  - Ben Howard, anglický zpěvák a kytarista
  - Kris Letang, kanadský lední hokejista
  - Jan Vertonghen, belgický fotbalista
  - Rein Taaramäe, estonský silniční cyklista
- 1992
  - Joe Keery, americký herec a muzikant
  - Jack Quaid, americký herec
  - Doc Shaw, americký herec, zpěvák a raper
- 1993 – Ben Davies, velšský fotbalista
- 1996 – Ashleigh Bartyová, australská tenistka
- 1997 – Veronika Kuděrmetovová, ruská tenistka
- 2002 – Olivia Gadecká, australská tenistka
- 2007 – Estevão Willian, brazilský fotbalista

## Úmrtí

### Česko

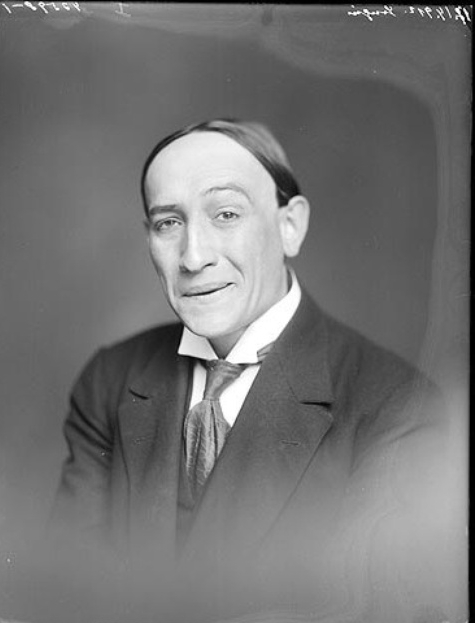
Emil Artur Longen († 1936)

- 1889 – Vladislav Šír, lékař a přírodovědec (* 24. března 1830)
- 1894 – Josef Riedel, český sklář (* 19. září 1816)
- 1895 – Willibald Jerie, český podnikatel a politik německé národnosti (* ? 1819)
- 1916 – Jindřich Šolc, advokát, politik, starosta Prahy (* 12. září 1841)
- 1929 – Bohuslav Franta, československý politik (* 8. května 1861)
- 1930 – Václav Weinzettl, architekt, ředitel průmyslové školy sochařské a kamenické v Hořicích (* 4. ledna 1862)
- 1936 – Emil Artur Longen, dramatik, režisér, herec, scenárista, spisovatel a malíř (* 29. července 1885)
- 1938 – František Udržal, československý ministerský předseda (* 3. ledna 1866)
- 1944 – Jarmila Müllerová, československá plavkyně (* 25. února 1901)
- 1952 – Jaromír John, spisovatel (* 16. dubna 1882)
- 1958 – František Pospíšil, etnograf a muzejník (* 5. června 1885)
- 1961
  - Alois Hrdlička, konstruktér Škodových závodů (* 17. února 1894)
  - Tomáš Trnka, filozof a vysokoškolský profesor (* 6. prosince 1888)
- 1964 – Josef Hais Týnecký, český spisovatel a novinář (* 2. března 1885)
- 1973 – Karel Kotas, architekt (* 20. ledna 1894)
- 1974 – Antonín Bartušek, básník a muzeolog (* 11. ledna 1921)
- 1978 – Gill Sedláčková, česká spisovatelka, filmařka a herečka (* 24. března 1908)
- 1979 – Jan Zuska, básník a hudebník (* 20. listopadu 1918)
- 1989 – Václav Baumann, letec v RAF (* 24. srpna 1918)
- 1995 – Gustav Janíček, český chemik, rektor VŠCHT (* 20. září 1911)
- 1996 – Jarmila Hassan Abdel Wahab, operní zpěvačka (* 17. dubna 1917)
- 1998 – Milan Šlechta, varhaník (* 18. října 1923)
- 2002 – Zdeněk Šejnost, akademický sochař, pedagog, restaurátor plastik a malíř (* 28. srpna 1921)
- 2005 – Antonín Novotný, herec a chemik (* 15. března 1913)
- 2007 – Ladislav Křivský, astronom (* 8. prosince 1925)
- 2008 – František Šamalík, československý ústavní právník a politolog (* 28. prosince 1923)
- 2009 – Ferdinand Höfer, knihkupec, archivář a katolický aktivista (* 5. března 1915)
- 2011 – Ctibor Dostálek, český neurofyziolog (* 3. listopadu 1928)
- 2012 – Ivan Brož, diplomat, překladatel a spisovatel literatury faktu (* 29. května 1938)
- 2014 – Blanka Vítková, operní pěvkyně, mezzosopranistka (* 14. listopadu 1948)
- 2017 – Dagmar Lerchová, československá krasobruslařka (* 22. říjen 1930)
- 2019 – Jaroslav Kepka, herec (* 14. srpna 1935)

### Svět

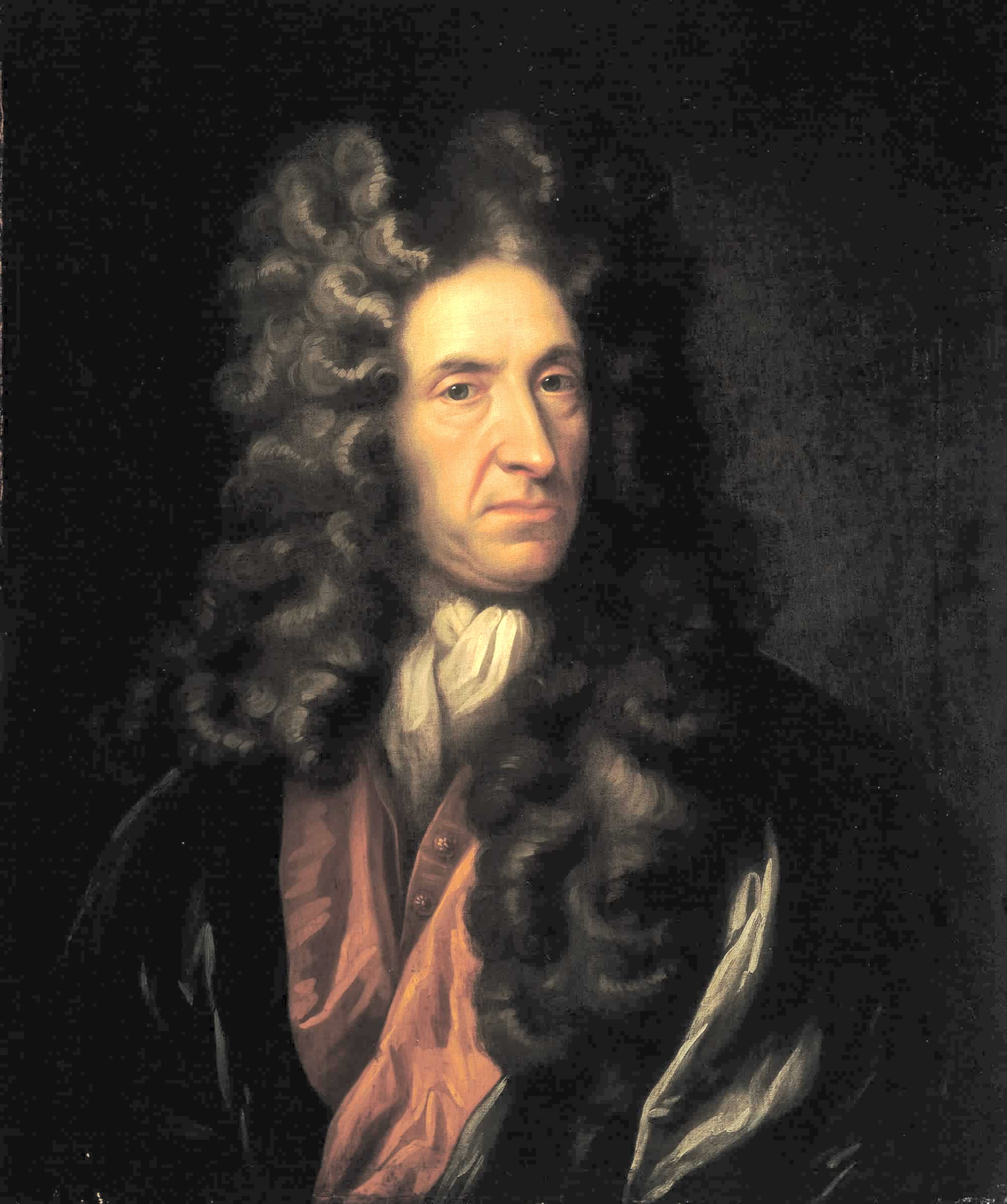
Daniel Defoe († 1731)

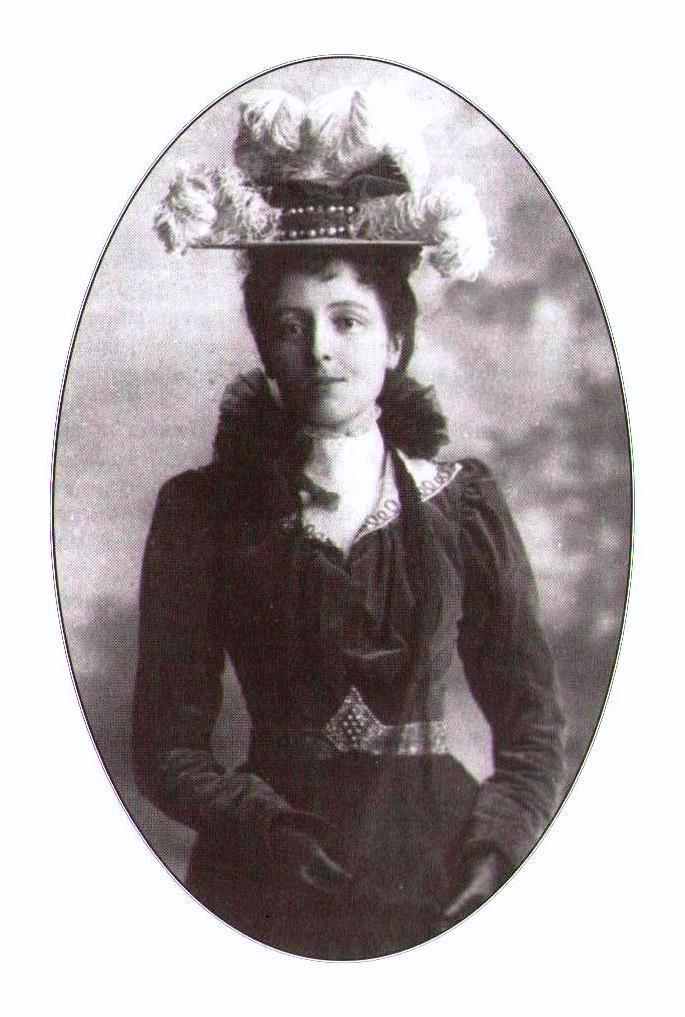
Lucy Maud Montgomeryová († 1942)

- 1101 – Vseslav Polocký, nejslavnější panovník Polocka a vládce Kyjevské Rusy (* asi 1039)
- 1196 – Béla III. Uherský, uherský král (* 1148)
- 1270 – Vladislav Slezský, nejmladší syn Jindřicha Pobožného, slezský kníže a vyšehradský probošt (kolem 1237)
- 1288 – Gertruda Babenberská, rakouská vévodkyně (* 1226)
- 1580 – Filipína Welserová, manželka Ferdinanda II. Tyrolského (* 1527)
- 1595 – Juraj Pohronec-Slepčiansky, slovenský arcibiskup, uherský primas († 14. ledna 1685)
- 1617 – Concino Concini, italský dobrodruh(* 1575)
- 1622 – Svatý Fidel ze Sigmaringy, katolický kněz a mučedník (* 1578)
- 1648 – Dávid Fröhlich, slovenský matematik, astronom a geograf (* 1595)
- 1678 – Ludvík VI. Hesensko-Darmstadtský, německý šlechtic (* 25. ledna 1630)
- 1731 – Daniel Defoe, anglický spisovatel a novinář (* asi 1660)
- 1736 – Evžen Savojský, generalissimus rakouských Habsburků (* 16. října 1663)
- 1768 – Johann Valentin Tischbein, německý malíř (* 11. prosince 1715)
- 1770 – Ján Adam Rayman, slovenský lékař (* 23. dubna 1690)
- 1821
  - Athanasios Diakos, generál Řecké osvobozenecké války (* 1788)
  - Johann Peter Frank, německý lékař (* 19. března 1745)
- 1823 – Johann von Prochaska, rakouský generál (* 3. července 1760)
- 1836 – Charles Alain de Rohan, francouzský voják a šlechtic z rodu Rohanů (* 18. ledna 1764)
- 1852
  - Leopold I. Bádenský, bádenský velkovévoda (* 29. srpna 1790)
  - Vasilij Andrejevič Žukovskij, ruský básník (* 9. února 1783)
- 1865 – Nikolaj Alexandrovič Romanov, ruský velkokníže (* 20. září 1843)
- 1866 – Hermann Hupfeld, německý teolog a orientalista (* 31. března 1796)
- 1891 – Helmuth von Moltke starší, německý polní maršál (* 26. října 1800)
- 1904 – William Pittenger, hrdina americké občanské války (* 31. ledna 1840)
- 1912 – Samuel Bourne, britský fotograf (* 30. října 1834)
- 1917 – Oscar Blumenthal, německý spisovatel (* 13. března 1852)
- 1918 – Jevno Azef, ruský revolucionář (* 1869)
- 1923 – Vilém Arnošt Sasko-Výmarsko-Eisenašský, poslední velkovévoda sasko-výmarsko-eisenašský (* 10. června 1876)
- 1924 – Granville Stanley Hall, americký dětský psycholog (* 1. února 1844)
- 1926 – Vladimir de Repta, pravoslavný arcibiskup černovický, politik a teolog (* 6. ledna 1842)
- 1927 – Carl H. Eigenmann, americký ichtyolog (* 9. března 1863)
- 1933 – Felix Adler, německo-americký filozof (* 13. srpna 1851)
- 1939 – Louis Trousselier, francouzský cyklista (* 29. června 1881)
- 1940 – Adriaan Boer, nizozemský fotograf (* 11. března 1875)
- 1941 – Karin Boyeová, švédská spisovatelka (* 26. října 1900)
- 1942
  - Lucy Maud Montgomery, kanadská spisovatelka (* 30. listopadu 1874)
  - Leonid Kulik, ruský mineralog (* 1. září 1883)
- 1943 – Hubert Gessner, česko-rakouský architekt (* 20. října 1871)
- 1945 – Günther Lützow, německý stíhací pilot (* 4. září 1912)
- 1947
  - Harald Wiesmann, válečný zločinec, zodpovědný za vyhlazení Lidic (* 22. dubna 1909)
  - Willa Catherová, americká spisovatelka (* 7. prosince 1873)
- 1948
  - Manuel María Ponce, mexický skladatel a klavírista (* 8. prosince 1882)
  - Jāzeps Vītols, lotyšský hudební skladatel (* 26. červenec 1863)
- 1952 – Hendrik Kramers, nizozemský fyzik (* 2. února 1894)
- 1955 – Josef Johann Horschik, německý spisovatel (* 16. února 1872)
- 1957 – Alžběta Hesselbladová, švédská světice a zdravotní sestra (* 4. června 1870)
- 1960 – Max von Laue, německý fyzik, nositel Nobelovy ceny za fyziku (* 9. října 1879)
- 1963 – Josef Opitz, německý historik umění (* 19. března 1890)
- 1964 – Gerhard Domagk, německý lékař, Nobelova cena 1939 (* 30. října 1895)
- 1967 – Vladimir Komarov, sovětský kosmonaut (* 16. března 1927)
- 1970 – Otis Spann, americký bluesový zpěvák a klavírista (* 21. března 1930)
- 1974
  - Bud Abbott, americký herec (* 2. října 1895)
  - Franz Jonas, rakouský politik (* 4. října 1899)
- 1980 – Alejo Carpentier, kubánský romanopisec a muzikolog (* 26. prosince 1904)
- 1982 – Ville Ritola, finský atlet, pětinásobný olympijský vítěz 1924–1928 (* 18. ledna 1896)
- 1985
  - Al Minns, americký černošský tanečník (* 1. ledna 1920)
  - Jicchak Kahan, izraelský soudce (* 15. listopadu 1913)
- 1986 – Wallis Simpsonová, manželka britského krále Eduardem VIII. (* 19. června 1890)
- 1991 – Jumdžágín Cedenbal, mongolský předseda vlády (* 17. září 1916)
- 1997
  - Viktor Kubal, slovenský výtvarník (* 20. března 1923)
  - Eugene Stoner, americký inženýr a konstruktér zbraní (* 22. listopadu 1922)
- 2003 – Vernon Pugh, velšský ragbista (* 5. července 1945)
- 2004 – Estée Lauder, zakladatelka kosmetické společnosti (* 1. července 1906)
- 2005
  - Michal Chudík, slovenský politik, diplomat a spisovatel (* 29. září 1914)
  - Ezer Weizman, prezident Izraele (* 15. května 1924)
- 2007 – Sin Hjonhwak, jihokorejský premiér v letech 1979–1980 a 1991 (* 1920)
- 2008 – Jimmy Giuffre, americký klarinetista a saxofonista (* 26. dubna 1921)
- 2011 – Marie-France Pisier, francouzská herečka, scenáristka a režisérka (* 10. května 1944)
- 2014
  - Tadeusz Różewicz, polský básník a dramatik (* 9. října 1921)
  - Hans Hollein, rakouský designér a architekt (* 30. března 1934)
  - Sandy Jardine, skotský fotbalista (* 31. prosince 1948)
- 2016 – Klaus Siebert, německý biatlonista (* 29. dubna 1955)
- 2019 – Jean-Pierre Marielle, francouzský herec (* 12. dubna 1932)
- 2020 – Hamilton Bohannon, americký perkusionista (* 7. března 1942)
- 2021 – Yves Rénier, francouzský herec a režisér (* 29. září 1942)

## Svátky

### Česko
- Jiří
- Bojana
- Debora
- Egmont
- Fidel, Fidelie, Fidelius
- Gaston

### Svět
- Arménie: Den připomínky obětí genocidy
- OSN: Mezinárodní den multilateralizmu a diplomacie za mír
- Den laboratorních zvířat

### Liturgický kalendář
- svatý Jiří (katolická církev a skauti)

## Pranostiky

### Česko
- Ondřej mosty staví, Jiří je odplaví.
- Jiří a Marek – mrazem nás zalek.
- Když je na svatého Jiří mráz, bude i pod křovím oves.
- Mrazy neuškodí, co po Jiřím chodí.
- Kolik mrazů do svatého Jiří, tolik do svatého Václava.
- Na svatého Jiří když prší, nejsou na stromech žádné vlky.
- Jak hluboko před svatým Jiřím namokne, tak zase dlouho po něm vyschne (a naopak).
- Pršelo-li před svatým Jiřím, bude po něm ještě více pršeti.
- Svatý Jiří stříkne-li, jeden obrok pryč.
- Do sucha zaseti do svatého Jiří jest velmi dobře, ale do mokra hrob.
- Před Jiřím sucho, po něm mokro.
- Je-li na svatého Jiří krásně, bude po něm jistě ošklivo.
- O svatém Jiří krásně-li a teplo, následuje nepříjemná a mokrá povětrnost.
- Jasný Jiří – pěkný podzimek.
- Hřmí-li před Jiřím, bude sníh po ním.
- Přijde-li před Jiřím bouře, bude dlouho za okny dobře.
- Přijde-li před Jiřím bouře, bude dlouho za kamny dobře.
- Když před Jiřím rosa, to před Michalem mráz.
- Co se před svatým Jiřím zazelená, to se po něm ztratí.
- Co na svatého Jiří vína vídáme, to o svatém Havlu (16. 10.) neobíráme.
- Do svatýho Jiřího nebojte se hada žádnýho.
- Na svatého Jiří vylézají hadi a štíři.
- Na svatého Jiří rodí se jaro.
- Jiří s teplem, Mikuláš s pící.
- Na svatého Jiří když prší, nejsou na stromech žádné odnože/vlky.
- Jak dlouho žába před svatým Jiří křičí, tak dlouho bude po něm mlčet.
- Kolik se žába před Jiřím navrčí, tolik se po Jiřím namlčí.
- Jak dlouho žába před Jiřím vříská, tak dlouho po Jiřím zima píská.
- Může-li se havran na svatého Jiří v žitě skrýti, budem nejspíš úrodný rok míti.
- Schová-li se na svatého Jiří vrána do žita, požehnané léto k nám pak zavítá.
- Svatý Jiří do štandlíku míří.
- Svatý Jiří na bochník míří.
- Svatý Jiří nese svačinu na talíři.
- Co se před svatým Jiřím zazelená, to se po něm ztratí.
- Na svatého Jiří nezašlápnou trávu ani čtyři.

| 24. duben v pražském KlementinuÚdaje jsou platné k 29. 4. 2025. | 24. duben v pražském KlementinuÚdaje jsou platné k 29. 4. 2025. | 24. duben v pražském KlementinuÚdaje jsou platné k 29. 4. 2025. |
| minimum                                                         | denní průměr                                                    | maximum                                                         |
| --------------------------------------------------------------- | --------------------------------------------------------------- | --------------------------------------------------------------- |
| −0,9 °C (1854)                                                  | 10,7 °C (od 1961)                                               | 27,1 °C (1962)                                                  |